# Самбандха
Самба́ндха (IAST: Sambandha) — санскритский термин, означающий «взаимосвязь», «взаимоотношения». Является одним из понятий в санскритской грамматике, которое, в частности, объясняется в «Махабхашье» Патанджали. Самбандха или самбандха-джнана («знание о взаимоотношениях») — это также одно из трёх ключевых понятий в гаудия-вайшнавском богословии. В контексте этой традиции индуизма, самбандха-джнана означает знание о взаимоотношениях между Всевышним Господом Кришной, его энергиями (шакти) и дживами. Соответственно, самбандха-джнана включает в себя знание о трёх таттвах или истинах: Кришна-таттве, шакти-таттве и джива-таттве.
Самбандха в гаудия-вайшнавизме — это взаимоотношения между Кришной, дживой и материальным миром. Все дживы вечно и неразрывно связаны с Кришной, который является истинным объектом взаимоотношений. На совершенном уровне бхакти возникают особые взаимоотношения дживы с Кришной в одной из рас: как его слуги, друга, родителя и возлюбленного. Основное отношение между дживами и Кришной — это отношение слуги и того, кому служат. Совершение садханы, включающее в себя повторение имён Кришны (киртан и джапа), освобождает человека от майи, пробуждает в его сердце привязанность к Кришне и дарует ему положение слуги в отношениях с ним.
В ведийской литературе говорится о вечных взаимоотношениях дживы с Кришной. Информация об этих взаимоотношениях называется самбандхой. Понимание дживой этих взаимоотношений и последующее действие на основе этого понимания называется абхидхея. Достижение премы, или чистой любви к Кришне, и возвращение в духовный мир, в общество Кришны и его спутников — это конечная цель жизни, которая называется прайоджана.
В гаудия-вайшнавизме, Санатана Госвами является ачарьей самбандха-джнаны. Установленное Санатаной во Вриндаване божество Мадана-мохана ассоциируется с самбандхой. Считается, что оно помогает преодолеть влияние чувств и сосредоточить мысли на преданном служении Кришне.